# Vitoxtjärnen
Vitoxtjärnen är en sjö i Umeå kommun i Västerbotten och ingår i Tavelåns huvudavrinningsområde. Sjön har en area på 0,0337 kvadratkilometer och ligger 87 meter över havet.

## Delavrinningsområde
Vitoxtjärnen ingår i det delavrinningsområde (709584-172064) som SMHI kallar för Ovan Tavelån. Medelhöjden är 83 meter över havet och ytan är 65,98 kvadratkilometer. Räknas de 14 avrinningsområdena uppströms in blir den ackumulerade arean 214,48 kvadratkilometer. Avrinningsområdets utflöde Tavelån (Fällforsån) mynnar i havet. Avrinningsområdet består mestadels av skog (69 procent). Avrinningsområdet har 0,03 kvadratkilometer vattenytor vilket ger det en sjöprocent på 0,1 procent. Bebyggelsen i området täcker en yta av 0,69 kvadratkilometer eller 1 procent av avrinningsområdet.